# Tourcoing Lille Métropole Volley-Ball 2020-2021
Questa voce raccoglie le informazioni riguardanti il Tourcoing Lille Métropole Volley-Ball nelle competizioni ufficiali della stagione 2020-2021.

## Organigramma societario
Area direttiva
- Presidente: Pascal Lahousse

Area tecnica
- Allenatore: Mauricio Paes
- Allenatore in seconda: Lucas da Silva

## Rosa
| N° | Nome             | Ruolo | Data di nascita   | Nazionalità sportiva |
| -- | ---------------- | ----- | ----------------- | -------------------- |
| 1  | Julien Lemay     | L     | 17 maggio 1982    | Francia              |
| 2  | Árpád Baróti     | O     | 23 ottobre 1991   | Ungheria             |
| 4  | Julien Legrand   | L     | 12 luglio 2000    | Francia              |
| 5  | Loïc Munuohalalo | O     | 26 febbraio 2002  | Francia              |
| 7  | Luciano Palonsky | S     | 8 luglio 1999     | Argentina            |
| 8  | Eliot Coulet     | P     | 25 febbraio 2002  | Francia              |
| 9  | Agustín Loser    | C     | 12 ottobre 1997   | Argentina            |
| 10 | Lourenço Martins | S     | 30 aprile 1997    | Portogallo           |
| 11 | Simon Roehrig    | C     | 19 novembre 2000  | Francia              |
| 12 | Julio Cárdenas   | S     | 4 settembre 2000  | Cuba                 |
| 13 | Lucas Lilembo    | O     | 13 luglio 1996    | Francia              |
| 14 | Daryl Bultor     | C     | 17 novembre 1995  | Francia              |
| 15 | Matías Sánchez   | P     | 20 settembre 1996 | Argentina            |
| 18 | Grégory Gempin   | S     | 30 gennaio 2001   | Francia              |
| 19 | Saša Starović    | O     | 19 ottobre 1988   | Serbia               |
| 20 | Théo Bray        | P     | 15 maggio 2001    | Francia              |